# John Michael Sherlock
John Michael Sherlock (ur. 20 stycznia 1926 w Regina, zm. 12 sierpnia 2019 w London) – kanadyjski duchowny rzymskokatolicki, w latach 1978-2002 biskup London.

## Życiorys
Święcenia kapłańskie przyjął 3 czerwca 1950. 25 czerwca 1974 został prekonizowany biskupem pomocniczym London ze stolicą tytularną Macriana in Mauretania. Sakrę biskupią otrzymał 28 sierpnia 1974. 7 lipca 1978 został mianowany  biskupem ordynariuszem London. Ingres odbył się 21 sierpnia. 27 kwietnia 2002 przeszedł na emeryturę.